# Movimiento de Liberación y Justicia
El Movimiento de Liberación y Justicia es un grupo armado rebelde en el conflicto de Darfur en Sudán, liderado por el Dr. Tijani Sese. El Movimiento de Liberación y Justicia es una alianza de diez organizaciones rebeldes darfuríes más pequeñas que formaron una nueva agrupación el 23 de febrero de 2010. El 20 de marzo del mismo año, el Movimiento por la Liberación y la Justicia firmó un acuerdo de alto al fuego con el gobierno sudanés y acordó entablar conversaciones que podrían conducir a un acuerdo de paz final. El Movimiento por la Liberación y la Justicia participó en las negociaciones de paz de Doha celebradas en diciembre de 2010 y enero de 2011, su líder afirmó que el movimiento había aceptado las propuestas centrales del documento de paz de Darfur propuestas por mediadores conjuntos. El 29 de enero de 2011, los líderes del Movimiento de Liberación y Justicia, y su rival,Movimiento Justicia e Igualdad emitiendo una declaración conjunta declarando su compromiso con las negociaciones de Doha y acordaron asistir al foro de Doha en febrero de ese año. El grupo finalmente firmó un nuevo Acuerdo de paz con el gobierno sudanés en julio de 2011, sin embargo varias facciones del grupo se han fusionado con la guerrilla del Movimiento Justicia e Igualdad. 